# Black Rock Butte
Pour les articles homonymes, voir Black Rock.
Black Rock Butte est un cône volcanique de l'Oregon, aux États-Unis. Il culmine à 1 493 mètres dans le comté de Klamath, au sein de la forêt nationale de Deschutes.